# Adam Boniecki (duchowny)

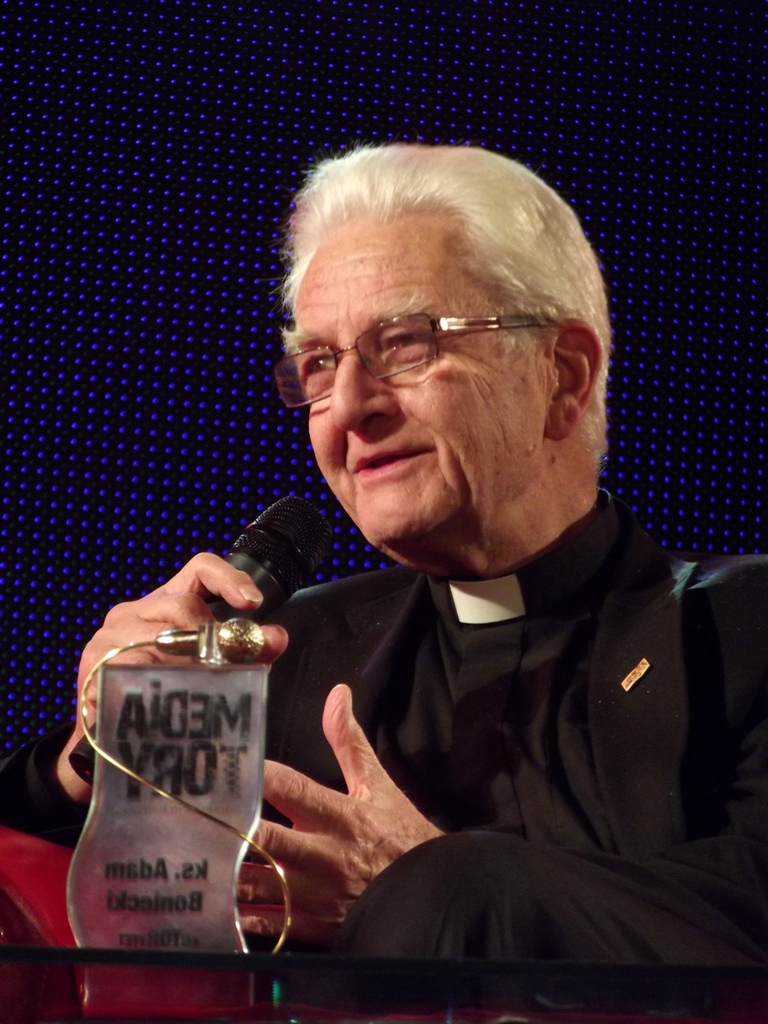
ks. Adam Boniecki podczas gali nagród dziennikarskich MediaTory 2013 w Krakowie

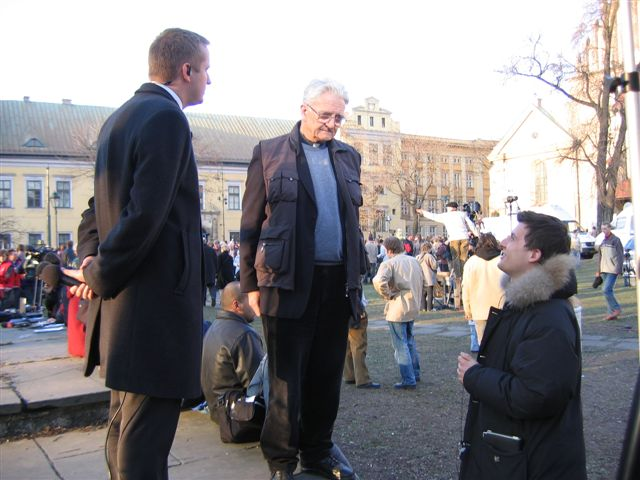
Ks. Adam Boniecki odpowiada na pytania dziennikarzy przed Domem Arcybiskupów Krakowskich. Kraków, 2 kwietnia 2005 r., w dniu śmierci Jana Pawła II

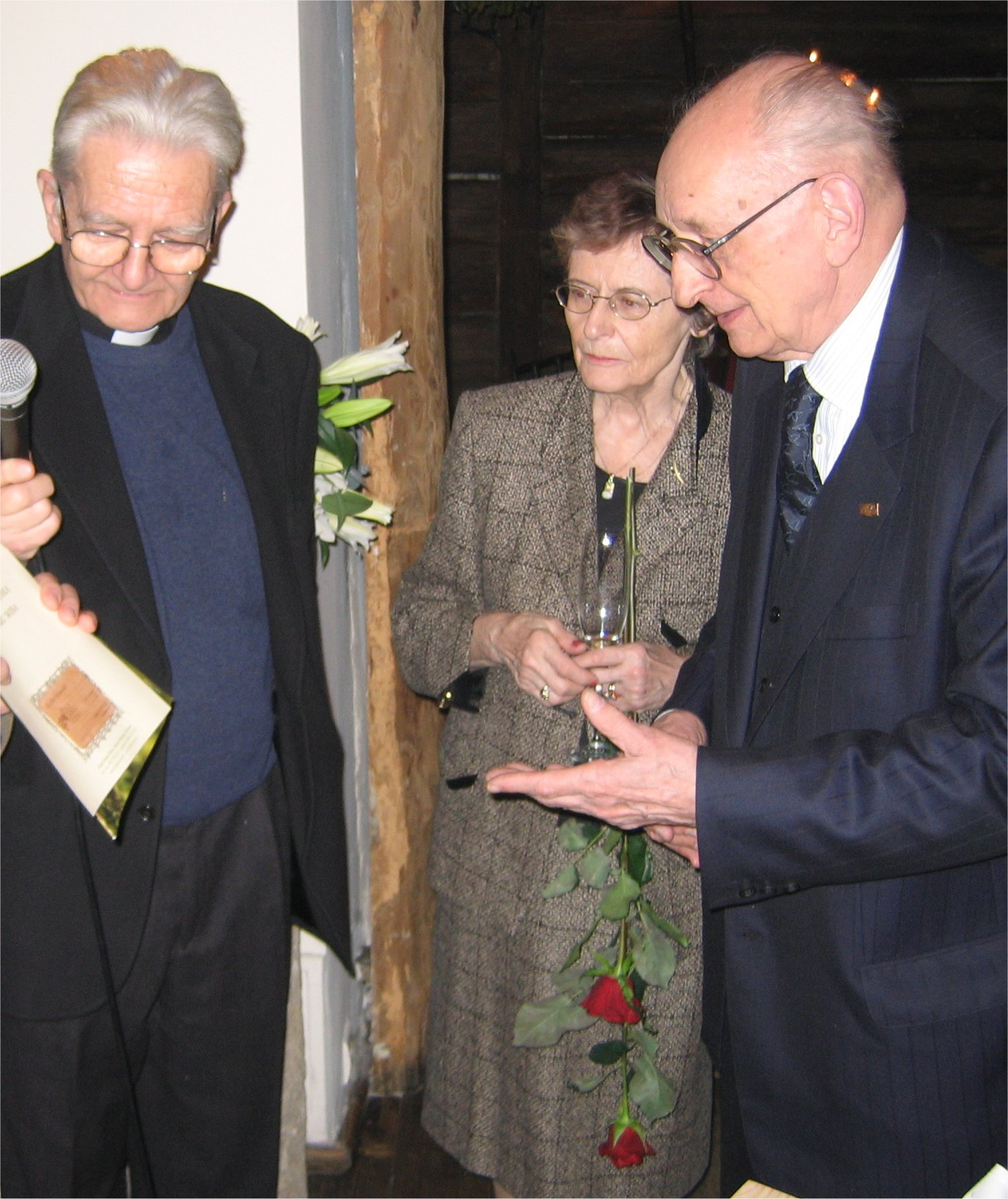
Ks. Adam Boniecki wraz z Zofią i Władysławem Bartoszewskimi

Adam Edward Boniecki (ur. 25 lipca 1934 w Warszawie) – polski prezbiter rzymskokatolicki i publicysta, generał zakonu marianów w latach 1993–1999, w latach 1999–2011 redaktor naczelny „Tygodnika Powszechnego”.

## Życiorys
Syn Michała Fredry-Bonieckiego (1896–1944) i Grażyny z domu Łoś (1908–1989), brat dziennikarza i publicysty Tadeusza Fredry-Bonieckiego. Jest spokrewniony z Andrzejem Wielowieyskim. Brat jego pradziada, Adam, był heraldykiem. Od 1945 roku uczęszczał do szkoły z internatem prowadzonej przez Zgromadzenie Księży Marianów w zespole klasztornym kamedułów na warszawskich Bielanach, a następnie do Liceum Ogólnokształcącego im. Tadeusza Reytana; maturę uzyskał w Szkole Ogólnokształcącej Stopnia Podstawowego i Licealnego nr 27 przy ul. Drewnianej w Warszawie.
W wieku 18 lat wstąpił do Zgromadzenia Księży Marianów (w roku 1993 został przełożonym generalnym Zgromadzenia). Po ukończeniu studiów filozoficzno-teologicznych w Wyższym Seminarium Duchownym we Włocławku, 11 czerwca 1960 otrzymał z rąk bpa Antoniego Pawłowskiego święcenia kapłańskie w tamtejszej bazylice katedralnej.
W latach 1961–1964 studiował filozofię na Katolickim Uniwersytecie Lubelskim. Studiował też w Paryskim Instytucie Katolickim (1973–1974). Był m.in. katechetą licealnym w Grudziądzu, współpracował z duszpasterstwem akademickim na KUL-u i w kościele św. Anny w Krakowie. Od 1964 związany z Tygodnikiem Powszechnym. W 1979 na życzenie Jana Pawła II przygotowywał polskie wydanie dziennika L’Osservatore Romano i został redaktorem naczelnym pisma (1979–1991). Po powrocie do Tygodnika Powszechnego w 1991 został jego asystentem kościelnym, a po śmierci Jerzego Turowicza (1999) redaktorem naczelnym pisma. Od 2001 przewodniczy kapitule nagrody im. księdza Józefa Tischnera. Od września 2007 współpracował ze stacją Religia.tv należącą do grupy ITI, gdzie był m.in. jednym z prowadzących program „Rozmównica”.
Od 1999 do 2011 roku mieszkał przy parafii św. Floriana w Krakowie. Od 14 lipca 2011 mieszka we wspólnocie Księży Marianów na osiedlu Stegny w Warszawie.
W listopadzie 2011 otrzymał od prowincjała ks. Naumowicza nakaz ograniczenia wystąpień publicznych do Tygodnika Powszechnego. Decyzja zapadła niedługo po skierowaniu do niego listu przez biskupa włocławskiego Wiesława Meringa, który zarzucił mu popieranie Adama „Nergala” Darskiego i wypowiedzi „szerzące zamęt w umysłach wiernych”. Zakaz spotkał się zarówno z protestami, jak i głosami poparcia różnych środowisk katolickich. Ks. Boniecki zaprzestał wypowiedzi dla mediów, pozostał natomiast aktywny publicznie, m.in. uczestniczył w spotkaniach autorskich i różnego rodzaju konferencjach. 29 lipca 2017 roku decyzją prowincjała zakonu marianów, ks. Tomasza Nowaczka, nałożony na niego zakaz wypowiedzi w mediach został cofnięty. 17 listopada 2017 prowincjał zakonu marianów znowu zakazał duchownemu publicznych wypowiedzi, ograniczając je tylko do Tygodnika Powszechnego. W komunikacie wydanym przez kurię księży marianów napisano, że jego niektóre wypowiedzi są całkowicie sprzeczne z nauczaniem moralnym Kościoła.
19 lutego 2018 r. Senat Uniwersytetu Łódzkiego zdecydował o przyznaniu księdzu Adamowi Bonieckiemu tytułu doktora honoris causa. Uroczystość wręczenia doktoratu honoris causa UŁ księdzu Adamowi Bonieckiemu odbyła się 12 kwietnia 2018 r. w budynku Wydziału Filologicznego UŁ. Promotorem doktoratu była prof. zw. dr hab. Barbara Bogołębska. Recenzentami byli prof. Maria Libiszowska-Żółtkowska z Uniwersytetu Warszawskiego, prof. Grażyna Habrajska z Uniwersytetu Łódzkiego oraz ks. prof. Andrzej Perzyński z Uniwersytetu Kardynała Stefana Wyszyńskiego. Jest członkiem Komitetu Wspierania Muzeum Historii Żydów Polskich Polin w Warszawie.
19 marca 2022 został wybrany członkiem honorowym Polskiej Akademii Umiejętności. W tym samym roku i tym samym miesiącu doznał udaru mózgu. Z tego powodu od kwietnia do października nie ukazywały się jego cotygodniowe artykuły wstępne w „Tygodniku Powszechnym”. Pod koniec października 2022 zaczął ponownie publikować w tym czasopiśmie.

## Najważniejsze publikacje
- Rozmowy niedokończone, Znak, Warszawa, 1974.
- Notes, Znak, Kraków, 1977.
- Budowa kościołów w diecezji przemyskiej, Paryż, 1979.
- Kalendarium życia Karola Wojtyły, Znak, Kraków, 1983.
- Notes rzymski T. 1: listopad 1979 – listopad 1981, Znak, Kraków, 1988.
- Notes rzymski T. 2: 13 grudnia 1983 – 13 kwietnia 1986, Znak, Kraków, 1989.
- Vademecum generała czyli Czego nie robić i co robić kiedy władza wpadnie ci w ręce, Wydaw. Księży Marianów, Warszawa, 1999.
- Meditationes: Droga Krzyżowa na Mariankach, Stowarzyszenie Pomocników Mariańskich Zgromadzenia Księży Marianów : Wydawnictwa Artystyczne i Filmowe, Warszawa, 2000.
- Kościół w świecie zmieniającej się kultury, Uniwersytet Śląski, Katowice, 2002.
- Zrozumieć papieża: rozmowy o encyklikach, wraz z Katarzyną Kolendą-Zaleską, Znak, Kraków, 2003.
- Trzeba czasem zażartować: alfabet księdza Bonieckiego, wraz z Karoliną Morelowską, Warszawa, Wydawnictwo Zwierciadło, 2011.
- Lepiej palić fajkę niż czarownice, Znak, Kraków, 2011.
- Vademecum, Wydawnictwo PROMIC, Warszawa, 2012.
- Zakaz palenia, Tygodnik Powszechny, Znak, Kraków, 2014.
- Abonent chwilowo nieosiągalny, 2015.
- Powroty z bezdroży Notatki na marginesach Biblii, WAM, 2017.
- Testament Wydawnictwo Poznańskie, 2024.

## Ordery i odznaczenia
- Krzyż Komandorski Orderu Odrodzenia Polski (2011)[18]
- Krzyż Oficerski Orderu Odrodzenia Polski (2007)[19]
- Order Ecce Homo (2015)[20]
- Złoty Medal „Zasłużony Kulturze Gloria Artis” (2005)[21]
- Złota Odznaka Honorowa Województwa Małopolskiego – Krzyż Małopolski (2014)[22]
- Odznaka „Honoris Gratia” (2014)[23]
- Medal „Plus ratio quam vis” Uniwersytetu Jagiellońskiego (2020)[24]
- Komandoria Orderu Narodowego Zasług (Francja, 2012)[25][26]

## Nagrody i wyróżnienia
- Nagroda im. Dariusza Fikusa w kategorii „wydawca” (2008)[27]
- Nagroda Za Odważne Myślenie przyznawana przez Zarząd Konfederacji Lewiatan i Fundację na Rzecz Myślenia im. Barbary Skargi (2012)[28]
- Nagroda specjalna ZAiKS-u (2014)[29]
- Nagroda Kisiela (2015)[30]
- Nagroda im. Jerzmanowskich (2016)[31]
- tytuł doktora honoris causa Uniwersytetu Łódzkiego (2018)[11]
- Nagroda Specjalna Orła Jana Karskiego za serdeczną troskę o ład moralny w społeczeństwie, sumienie w Kościele i prawdę w dziennikarstwie (2024)[32]
- Nagroda „Pontifici” przyznana przez warszawski Klub Inteligencji Katolickiej (2024)[33][34]
- Honorowe obywatelstwo Krakowa (2025)[35]